# José Frederico Laranjo
José Frederico Laranjo (Castelo de Vide, 1846 — Lisboa, 1910) foi um jurista, economista, professor universitário e político português.
Doutorou-se na Faculdade de Direito da Universidade de Coimbra em 1877 e iniciou a sua carreira de docente universitário no ano seguinte. Foi director do jornal O Distrito de Portalegre, deputado pelo Partido Progressista e nomeado par do reino (membro da Câmara dos Pares do Reino) em 1898.
No campo académico destacou-se pelas suas investigações históricas, pela sistematização dos conhecimentos económicos do seu tempo. Como político promoveu a reforma do estudo do direito, nomeadamente a criação da cadeira (disciplina universitária) de Direito Internacional
Encontra-se colaboração da sua autoria na Gazeta Literária do Porto (1868), na publicação O Instituto, XIX anno,  segunda parte, artigo Origens do Socialismo - Conferência recitada no Instituto de Coimbra em 7 de novembro de 1874 - páginas 57 a  74) e A semana de Lisboa (1893-1895).